# Leucania grisea
Leucania grisea är en fjärilsart som beskrevs av Fabricius 1794. Leucania grisea ingår i släktet Leucania och familjen nattflyn. Inga underarter finns listade i Catalogue of Life.